# Rolf Kalmuczak
Rolf Kalmuczak (sinh 17/4/1938 tại Nordhausen - mất 10/3/2007 tại Garmisch-Partenkirchen) là một tác giả người Đức. Ông là một biên tập viên của các nhật báo hàng ngày, một trong những tác giả tham gia viết loạt tiểu thuyết hình sự Jerry Cotton. Từ năm 1966 ông đã sử dụng hơn 100 bút danh, viết khoảng 160 sách cho thanh thiếu niên, 36 kịch bản phim, 170 tiểu thuyết trinh thám bìa mềm, và 200 tập sách-tiểu thuyết. Ông cũng là tác giả của loạt truyện trinh thám nổi tiếng Tứ quái TKKG dưới bút danh Stefan Wolf.

## Bút danh
| - Joe Adler - Claus Alden - Thomas Alden - Ralf Berger - Don Boston - Frank Burger - Fred Burger - Ralph Burger - Red Burger - John Cain - Ray Carson - Henry Carter - Norbert Clausen - Pat Clifford - Cliff Collins - Glenn Collins - Christian Conradi - Cliff Corner - Jerry Cotton - Cecil Count - Perry Dayton - Sefton Deal | - Ralph Decker - Harry Delson - Cliff Dexter - Herb Diery - Mike Donner - Alec B. Dorn - I. Dorn - Frank Douglas - Lionel Dust - Sebastian Eich - Robert Falck - Hector Falk - Robert Falk - Pierre Farot - Helga Fechner - Claus Fellner - Jean-Pierre Ferrer - Henri Ferrier - Georg Fleiden - Tobby Hammer - Jörg Heldt - Martin Hillenburg | - Bert Hillsen - Norbert Hofberg - Udo Horsten - Pierre Jolas - Robbie Kellog - Robert Kellog - Thomas Kolber - Frank Lambert - Tony Lambert - Robert Loewen - Michael Martin - Phil Moreno - Thomas Ness - Tim Norden - Henry Orlik - Jens Orlik - Frank Orloff - Ted Owens - Fred Parker - Robert Paulsen - Fred Plogau - Ross Randall | - Rolf Reiher - Simon Remple - Peter Schadeck - Siggi Seon - Claus Stein - Sebastian Stern - Erik Stettner - Evan Surbank - Martin Tänzer - Peter Trenk - Allan Turner - Marcello Venerdi - Martin Vondrey - Thomas Wank - Tim Wells - Martin Welz - Stefan Welz - Thas Welz - Thomas Welz - Michael Wilkow - Stefan Wolf - Bert Wolfgarten |

## Các tác phẩm nổi tiếng
Các tác phẩm được viết dưới bút danh Stefan Wolfs: 
- "Ein Fall für TKKG"
- "Tom und Locke"
- "Der Magier und das Power-Trio"
- "Der Puma und seine Freunde"